# Ударник (Якутия)
Уда́рник (якут. Ударник) — село в Томпонском районе Республики Саха (Якутия) России. Входит в состав Баягантайского наслега.

## География
Село находится в восточной части Якутии, в пределах Центральноякутской низменности, на восточном берегу озера Илин-Эбе, на расстоянии примерно 115 км к северо-западу от посёлка Хандыга, административного центра района.
Климат
Климат характеризуется как резко континентальный. Абсолютный минимум температуры воздуха самого холодного месяца составляет −58 — −60 °C; абсолютный максимум самого тёплого месяца — 30 — 35 °C.
Часовой пояс
Село Ударник находится в часовой зоне МСК+6. Смещение применяемого времени относительно UTC составляет +9:00.

## История
Село основано в 1930 году.

## Население
| 2002 | 2010 | 2021 |
| ---- | ---- | ---- |
| 159  | ↘136 | ↗140 |

Половой состав
По данным Всероссийской переписи населения 2010 года, в гендерной структуре населения мужчины составляли 48,5 %, женщины — соответственно 51,5 %.
Национальный состав
Согласно результатам переписи 2002 года, в национальной структуре населения якуты составляли 96 % из 159 чел.

## Улицы
Уличная сеть села состоит из одной улицы (Ф. Павловой).